# クリームコロッケ

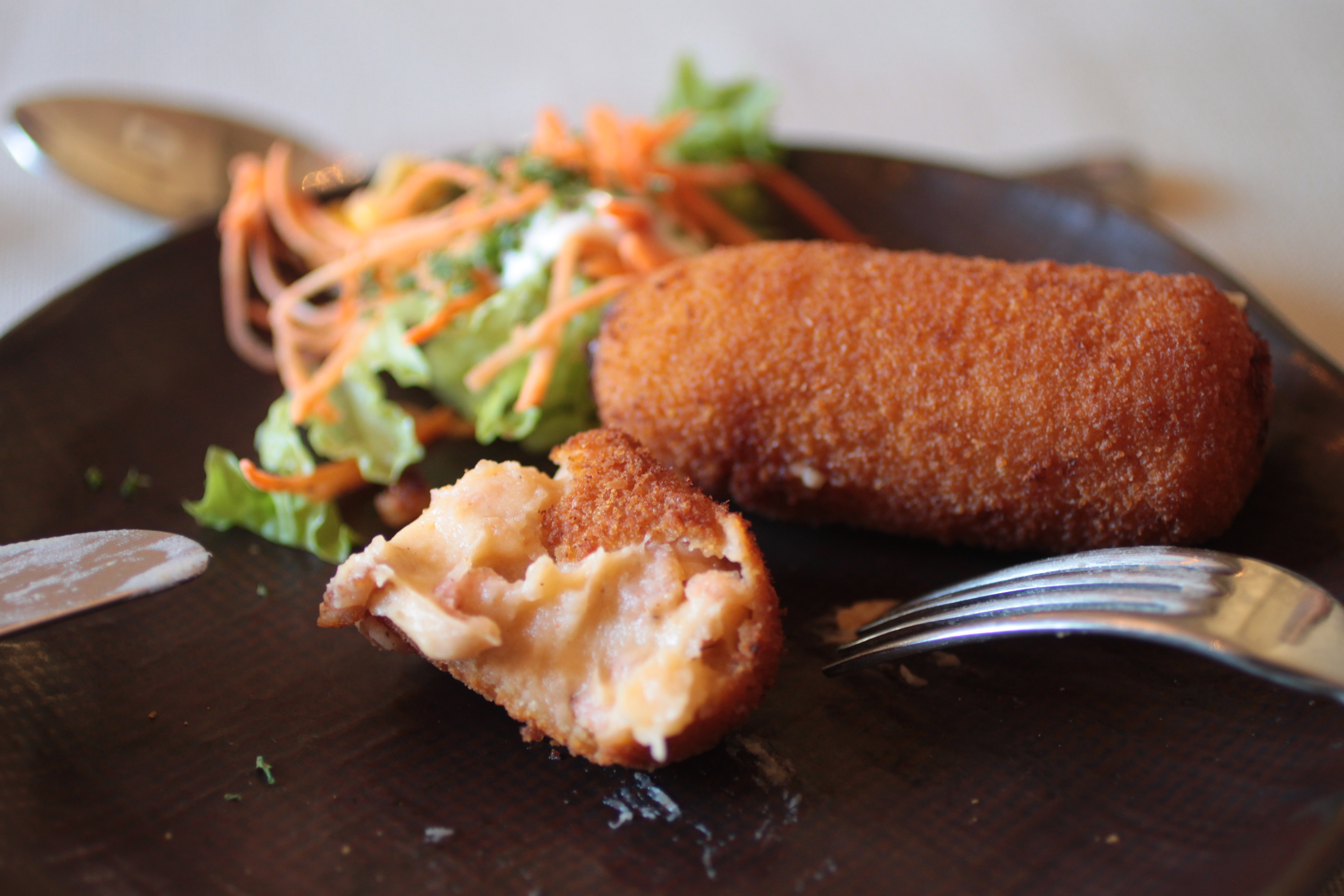
クリームコロッケ

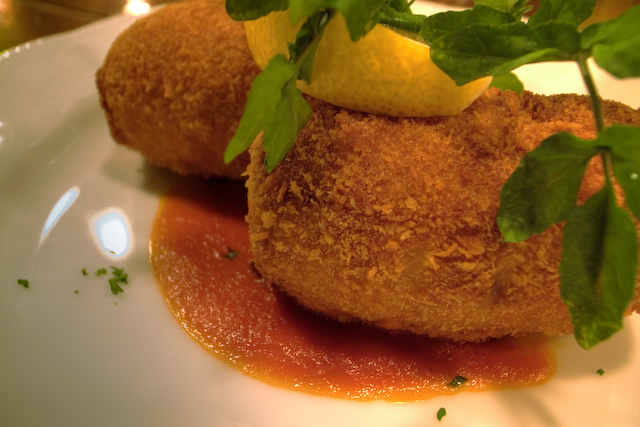
クリームコロッケ

クリームコロッケは、ベシャメルソース（ホワイトソース）を使ったコロッケである。具材にはカニ、エビ、鶏肉などが使われる。

## 歴史
コロッケのルーツはフランス料理のクロケットと考えられている。クロケットが初めて文献に現れたのは1872年であった。このクロケットが、現在のクリームコロッケに当たる。
1887年、日本にクロケットが伝来した。日本には乳製品の加工技術が普及していなかったため、クロケットを改良し、ジャガイモを使ったコロッケが発明された。明治初期にはジャガイモを使ったコロッケが文献に現れるようになる。
一方、ジャガイモのコロッケとは別にクロケットを日本風にしたクリームコロッケが明治中期頃から文献に登場するようになった。一説には1889年創業の老舗洋食店・東洋軒出身で資生堂パーラーの料理長を務めた高石鍈之助が考案した。1895年には、クロケットを受け継いだクリームコロッケと、ジャガイモを使った通常のコロッケ（ポテトコロッケ）が別のメニューとしてレシピが公開されるようになった。
宮内庁の料理人だった秋山徳蔵が執筆し、1923年に出版された『仏蘭西料理全書』には、クリームコロッケに甲殻類が使えることが明記された。やがてベシャメルソースと相性のいいカニを使ったカニクリームコロッケが定着した。